# Anii 1800
Anii 1800 au fost un deceniu care a început la 1 ianuarie 1800 și s-a încheiat la 31 decembrie 1809.